# Traquimeduses

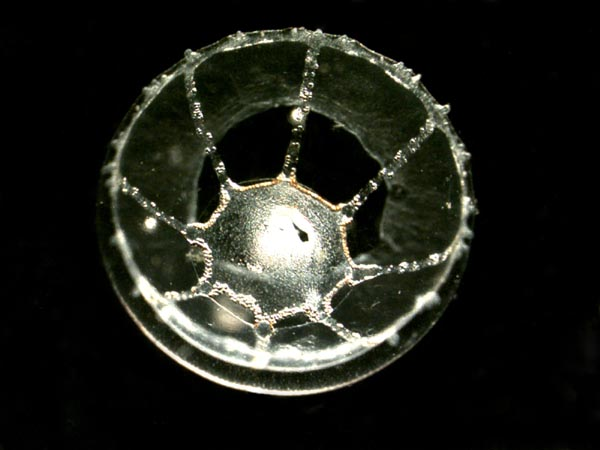
Botrynema ellinorae

Les traquimeduses (Trachymedusae) són un ordre d'hidrozous de la subclasse dels traquilins. El seu desenvolupament no presenta mai la fase de pòlip fix.

## Característiques
Les traquimeduses es caracteritzen per la seva forma hemisfèrica, de vegades aplanada i en altres casos en forma de cúpula. La làmina mitjana, anomenada mesoglea, és força més sòlida a la vora lliure, on es condensa una mena d'anell al nivell del qual l'ectoderma forma un cèrcol urticant.
La cavitat gastrovascular és senzilla, sense replecs ni parets. També posseeixen uns tentacles escampats o formant
verticils; apareixen dotats d'un embolcall extern quitinós anomenat perisarc, que de vegades forma unes cambres o calzes on s'allotgen els pòlips, i no tenen d'esquelet calcari.
Les traquimeduses a més, posseeixen uns òrgans d'equilibri, els estatocists, resultat de la modificació d'alguns tentacles que aquí apareixen curts i claviformes, i que contenen un o diversos estatolits. Aquests òrgans compleixen a més de la funció de l'equilibri esmentada, funcions sensitives. En aquestes meduses s'esdevé el mal anomenat fenomen de la hipogènesi, que consisteix en la producció per part de l'ou d'un ésser amb la mateixa forma de l'individu del qual precedeix, sense que hi intervingui el pòlip que dona, per germinació, la forma sexuada.

## Forma de desplaçament
El vel que posseeix sota l'ombrel·la, òrgan locomotor, és dotat d'una forts músculs per mitjà dels quals realitza la natació, gràcies a uns salts brucs i enèrgics. Els tentacles, sempre marginals, són quatre o un múltiple de quatre, si bé de vegades poden ser sis. Es troben amb més facilitat a aigües profundes i a mar obert.

## Taxonomia
L'ordre de les traquimeduses inclou 51 espècies en quatre famílies:
- Família Halicreatidae Fewkes, 1886
- Família Petasidae Haeckel, 1879
- Família Ptychogastriidae Mayer, 1910
- Família Rhopalonematidae Russell, 1953

## Tranquimeduses més comuns
- Petasus atavus. Forma diminuta semblant a un globus de vidre de diàmetres iguals i proveïda de manubri, que mostra al nivell del vel una boca quadrada. Té quatre tentacles, engruixits als extrems per acumulacions de cèl·lules urticants, i quatre glàndules genitals que ocupen quasi tota la longitud dels canals radials. Viuen a la Mediterrània i les illes Canàries.

- Aglaura hemistoma. Destaca la seva forma de prisma octogonal, coronat per una piràmide truncada a la mateixa base i proveït de setze tentacles i vuit glàndules genitals situades al nivell del peduncle estomacal. Habita al Pacífic i l'Atlàntic.